# Геровська Алексія Адольфівна
Алексія Адольфівна Геровська (Ґеровська; нар. 30 серпня 1857 — пом. 1916) — громадська діячка москвофільського напрямку у Галичині та Буковині. Співзасновниця товариства «Общество русских женщин» на Буковині.

## Родовід
Алексія Геровська народилась 30 серпня 1857 року ( у м.Варадін) у родині відомого москвофіла Адольфа Добрянського. Дитинство пройшло під вихованням батька у відверто москвофільському дусі.
Чоловік: Геровський Юліан Михайлович (1857–1910) — юрист, певний час директор Ставропігійського інституту, у 1895–1910 р.р. суддя у Герцогстві Буковина, активний діяч москвофільського руху.
Діти:
- Геровський Олексій Юліанович — громадський діяч Закарпатської України москвофільського напряму. Доктор права.
- Геровський Георгій Юліанович — етнограф та лінгвіст, належав до москвофільского напрямку.
- Геровська Ксенія Юліанівна (1888-?) — доктор філософії, діячка москвофільського руху.

## Громадська діяльність
До 1890-их р.р. Алексія Геровська активною діяльністю не займалася, присвячуючи себе вихованню дітей та допомозі чоловікові.
З переїздом родини в Чернівці включилася в громадську роботу. Зокрема, допомогла урядовим колам Російської імперії організувати на Буковині москвофільську жіночу організацію — «Общество русских женщин», яку й очолила. В рамках діяльності товариства, підтримувала постійні контакти з російськими дипломатами, в тому числі — консулом в Чернівцях Доліво-Добровольським.
1910 року заарештована австрійською владою за державну зраду та шпигунство. Через деякий час була звільнена. Перед Першою світовою війною (1914) була заарештована чернівецькою поліцією та етапована до Інсбрука (в'язниця «Нідер-Штеймкламм»). Пізніше інтернована у табір в Геллерсдорфі (комуна в окрузі Голлабрун, Нижня Австрія), де й померла 1916 року.